# BBÖ VT 21
Der BBÖ VT 21 war ein Verbrennungsmotor-Triebwagen der Bundesbahnen Österreich (BBÖ). Er stammte von den Deutschen Werken Kiel.

## Geschichte und technische Daten
Der Triebwagen geht auf die Typenreihe V von DWK-Triebwagen zurück und gehörte zu den Fahrzeugen der Serie, die umgangssprachlich als Kommissbrot bezeichnet wurden. Der Beschaffung des Wagens vorangegangen waren mehrere Präsentationen der Deutschen Werke Kiel in Österreich. Unter anderem wurde das Fahrzeug auf der Semmeringbahn getestet. Der bestellte Triebwagen hatte bei DWK die Fabriknummer 63. T 63 war dann die erste Betriebsnummer des Fahrzeuges. 1927 wurde die Bezeichnung in BBÖ VT 21.01 geändert.
Als erste Station nach der Abnahme wird Mistelbach genannt. 1938 wurde das Fahrzeug von der Deutschen Reichsbahn übernommen und als Reihe 771 bezeichnet. Der Triebwagen soll während des Zweiten Weltkrieges in Krems stationiert gewesen sein. Nach Kriegsende war er zunächst in der Tschechoslowakei aufgefunden und soll über Ungarn den Weg zu den ÖBB zurückgefunden haben.
Der Triebwagen wurde zum 15. März 1951 in einen Beiwagen umgebaut. Er erhielt die Bezeichnung B4T 7629.01 und wurde am 16. März 1960 ausgemustert.

## Fahrzeugaufbau
Vom Fahrzeugaufbau entspricht der Triebwagen dem Typ V, einige Unterschiede zu anderen Triebwagen dieses Typs gab es im Laufwerk.
Unter dem für DWK-Triebwagen typischen Wagenkasten war die Maschinenanlage in einem eigenen Tragrahmen untergebracht und federnd am Untergestell aufgehängt. Der Motor ragte in den Fahrgastraum hinein und war mit einer Haube abgedeckt. Die Kühlanlage und der Tank waren auf dem Dach platziert.
Der Motor der DWK-Type T VI a war ein Sechszylinder-Viertakt-Ottomotor. Seine Leistung betrug 150 PS bei 1.000 min−1 bei einem Zylinderdurchmesser von 150 mm sowie einem Kolbenhub von 180 mm. Während des Krieges wurde der Triebwagen auf den Betrieb mit Flüssiggas umgestellt.
Der Motor war über eine Einscheibentrockenkupplung mit dem Vierganggetriebe vom selben Hersteller verbunden. Dieses Getriebe wirkte auf der Basis von Zahnradverschiebungen und war ebenso im Maschinentragrahmen gelagert.